# 松下一矢
松下 一矢（まつした かずや、1969年1月20日 - ）は、日本の元俳優。本名、西 正之。旧姓、松下 正之。
東京都出身。スカイコーポレーションを経て星野事務所に所属していた。

## 人物
男性路上パフォーマンス集団「零心会」の最年少メンバーとしてデビュー。1984年、「ザ・ハングマンシリーズ」の第4作『ザ・ハングマン4』第10話に零心会のメンバーとして俳優デビュー。1986年放送の同作品の続編『ザ・ハングマンV』では、レギュラーとして出演。他にレギュラー出演したドラマに『スクールウォーズ2』がある。2001年に芸名を一矢に改名するが、2004年には再度松下 一矢に戻している。

## 出演作品

### テレビドラマ
- ザ・ハングマン4 第10話「エリートの父親が隠し子の命を狙う!」（1984年）※「松下正之」名義
- ザ・ハングマンV（1986年） - 若月清志 / バニー
- あぶない刑事 第18話「興奮」（1987年）
- 再会（1987年）
- こんな学園みたことない!（1987年 - 1988年） - 水木一郎
- ザ・スクールコップ 第12話「夏休みの事件簿②」（1988年）
- もっとあぶない刑事 第24話「急転」（1989年）
- 太平洋ベビーII（1989年）
- あいつがトラブル 第11話「24時間追っかける」（1990年）
- スクールウォーズ2 （1990年） - 左山集一
- クレジットカード（1990年）
- 七人の女弁護士 第1シリーズ 第9話「美人OLレイプ裁判! 妻の知らない夫の秘密」（1991年）
- 幕府お耳役檜十三郎 第1話「公儀大目付の陰謀」（1991年）
- 世にも奇妙な物語「ルームメイト」（1991年）
- 火曜ミステリー劇場 / スーパービュー踊り子」同窓会殺人旅行（1991年）
- ルージュの伝言 第21話「SWEET DREAMS」（1991年）
- さすらい刑事旅情編IV 第10話「青函トンネル・殺意を運ぶ海峡4号」（1991年） - 藤森洋志
- もっと、ときめきを（1992年）
- 刑事貴族3 第3話「ビッグ・ママ」（1992年）
- 本当にあった怖い話 第7話「怪! 映画館の幽霊」（1992年）
- お助け同心が行く! 第3話「黒天狗現る!」（1993年）
- 同居人カップルの殺人推理旅行2 赤い花の証言 見合いの席で殺しの相談!?（1995年） - 岡野刑事
- 刑事追う! 第21話「発砲」（1996年）
- ウルトラマンダイナ 第5話「ウイニングショット」（1997年） - ヒムロ・ユウサク
- 追跡6 コンビニエンス強盗殺人犯が遣した花片の謎?（1999年）
- 女と愛とミステリー41 骨壺を抱く二人の女 加賀温泉・九谷焼きの水指しに隠された美人陶芸家の謎…強盗殺人犯の妹の危険な賭け（2001年）

### 映画
- 童貞物語2 チェリーボーイズ（1988年） - サトシ
- ソウル・ミュージック ラバーズ・オンリー（1988年） - 猛
- ほしをつぐもの（1990年） - 健
- ふうせん（1990年） - 上村明夫
- ドライビング・ハイ!（1993年） - 塚越巧
- 極道拳（1994年） - 真田誠
- タイム・リープ あしたはきのう（1997年） - 関鷹志
- 弘高青春物語（2003年）　＊制作されたのは1992年

### オリジナルビデオ
- 初体験物語2（1992年）
- 弘高青春物語（1992年）
- 激走バトルキング（1993年） - 純
- 本気!2 抗争編（1994年）
- 湾岸ミッドナイトIV（1994年）
- 湾岸ミッドナイト FINAL GT-R伝説 ACT1（1994年）
- 湾岸ミッドナイト FINAL GT-R伝説 ACT2（1994年）
- 湘南純愛組!（1995年） - 神堂寺郁也
- 痴漢白書6（1997年）
- ひらひら 淫欲の罠（1997年）
- 湘南純愛組!2（1997年） - 神堂寺郁也
- ザ・ハングマン MISSION-2000（1999年） - チップ

### 舞台
- 榎本武揚
- マダム・バブル

### ラジオドラマ
- 最後の惑星（1990年）
- 学問ノススメ＜挫折編＞（1990年） - 津吹淳